# Лобо, Порфирио
Порфирио Лобо Соса, известный также как Пепе Лобо (исп. Porfirio Lobo Sosa; род. 22 декабря 1947 года, Трухильо, Гондурас) — гондурасский политик и богатый землевладелец. Депутат Национального конгресса Гондураса с 1990 года, Президент Национального Конгресса Гондураса в период 2002 по 2006 год. 29 ноября 2009 года избран на пост президента Гондураса, 27 января 2010 года вступил в должность.

## Биография
Порфирио Лобо родился в городе Трухильо, детство и юность провёл на ранчо Ла-Эмпалисада близ города Хутикальпа в Оланчо. Его отец, Порфирио Лобо Хосе Лопес был богатым землевладельцем и влиятельным человеком в департаменте Оланчо, в 1957 году он был избран в Национальный конгресс от своего департамента. Брат Порфирио Лобо является депутатом Национального конгресса от департамента Колон.
После окончания католической школы в Хутикальпе он поступил в институт Сан-Франсиско в Тегусигальпе, но до конца не доучился.  В Университете Майами в США получил второе высшее образование — степень бакалавра в области делового администрирования. После он вернулся в Гондурас для работы в сельскохозяйственном бизнесе семьи.

## Политическая карьера
Политическую карьеру Порфирио Лобо начал в возрасте 19 лет, возглавив департамент Оланчо. В течение 31 года он руководил молодёжной национальной партией в Оланчо.
В 1990 году Порфирио Лобо избрался в Национальный конгресс Гондураса, в котором он впоследствии председательствовал с 2002 по 2006 год.

## Президентские выборы 2005
На президентских выборах состоявшихся 27 ноября 2005 года Порфирио Лобо был кандидатом от Национальной партии Гондураса. Его кампания была основана на гарантиях занятости для населения, а также на обещаниях жёсткой борьбы с преступностью и возвращении смертной казни. На этих выборах Лобо проиграл Мануэлю Селайя набрав 46,17 % голосов против 49,90 % своего соперника.

## Конституционный кризис 2009
В декабре 2008 года Порфирио Лобо вновь стал кандидатом в президенты от Национальной партии Гондураса в преддверии выборов 2009 года.
Президент Гондураса Мануэль Селайя намеревался провести 28 июня 2009 года конституционный референдум по итогам которого в конституцию страны могла быть добавлена возможность переизбрания главы государства на второй срок. В результате этих действий в Гондурасе разразился конституционный кризис впоследствии приведший к государственному перевороту. Порфирио Лобо поддержал переворот и высылку из страны затеявшего конституционную реформу Мануэля Селайя, также он поддержал назначение конгрессом Гондураса на пост президента Роберто Мичелетти.

## Президентские выборы 2009
На выборах 29 ноября 2009 года он вновь стал кандидатом в президенты от НПГ и был избран президентом Гондураса в первом туре, получив 55 % голосов.